# 295 v.Chr.
Het jaar 295 v.Chr. is een jaartal volgens de christelijke jaartelling. 

## Gebeurtenissen

### Italië
- Slag bij Sentinum: De Romeinen verslaan in Umbrië een coalitie van Etrusken, Galliërs en Samnieten. Tijdens de veldslag sneuvelt Publius Decius Mus (consul in 312, 308, 297 en 295 v.Chr.).
- Rome breidt haar macht verder uit in Centraal-Italië, de Etrusken en Galliërs sluiten een vredesverdrag.

## Geboren
- Apollonius Rhodius (~295 v.Chr. - ~215 v.Chr.), Grieks dichter en bibliothecaris in Alexandrië

## Overleden
- Publius Decius Mus (consul in 312, 308, 297 en 295 v.Chr.), Romeins consul en veldheer
- Zhuangzi (~365 v.Chr. - ~295 v.Chr.), Chinees filosoof (70)